# Calidad del proceso
El control del proceso consiste en aplicar la calidad al proceso de fabricación de un producto. Para ello se utilizan técnicas como el control estadístico de procesos (SPC Statistical process control) aplicadas sobre muestras tomadas del producto.
Al controlar el proceso, se evita que el producto corra el riesgo de salir defectuoso. 
Esta técnica tiene la ventaja de que supone menores pérdidas, pues evita que un producto defectuoso genere mayores costes al seguir creándose en mal estado.
El control de calidad del proceso funciona bajo la supervisión del departamento de calidad.
- Datos: Q5740138